# Giuseppe Faranda
Giuseppe Faranda (Tortorici, 13 ottobre 1869 – Messina, 7 novembre 1946) è stato un medico, politico e antifascista italiano.

## Biografia
Consigliere provinciale di Messina nel 1904, nello stesso anno viene eletto deputato per la coalizione radicale. Nel 1921 aderisce alla Democrazia sociale. 
Faranda è stato relatore della legge n.1045 del 9 luglio 1922 che ha dato avvio alla fondazione del paese di Acquedolci, in provincia di Messina, dopo la frana che nel gennaio 1922 aveva distrutto il paese di San Fratello.
Nel 1924 viene eletto nelle liste della coalizione antifascista. Decaduto a seguito della secessione dell'Aventino, viene poi nominato componente di diritto alla Consulta nazionale nel 1946. Morì all'età di 77 anni nel novembre dello stesso anno.
È stato membro della Massoneria. 
Non è il nonno della Brigatista Rossa Adriana Faranda.